# 細久手宿

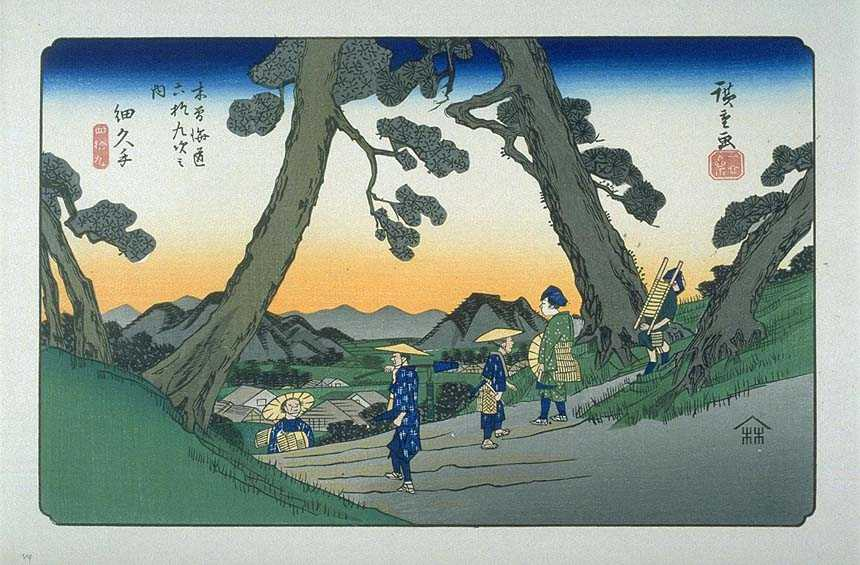
歌川広重「木曽海道六十九次・細久手」

細久手宿（ほそくてじゅく）は、中山道48番目の宿場（→中山道六十九次）。美濃国土岐郡細久手村（現・岐阜県瑞浪市）に存在した。
慶長15年（1610年）に新設された宿場で、尾張藩領であった。

## 概略
- 尾張藩領（1843年）
- 人口：256人
- 家数：65軒
- 本陣：1軒
- 脇本陣：1軒
- 旅籠：24軒

## 最寄り駅
- JR中央本線 瑞浪駅から瑞浪市コミュニティバス：日吉線「細久手」バス停下車。

## 史跡・みどころ
- 庚申堂
- 大黒屋（かつての尾張藩本陣で、現在も宿泊可能）
HP:https://hosokutedaikokuya.web.fc2.com/

御嶽宿までの史跡・みどころ
- 平岩の秋葉坂三尊
- 鴨之巣一里塚
岐阜県指定史跡。
- 山内喜助屋敷跡
江戸時代に酒造業をしていたという山内喜助の屋敷があった場所で、道沿いに石垣が残っている。
- 馬の水呑場
- 御殿場
1861年、皇女和宮親子内親王のための休憩施設が作られた場所。
- 唄清水
1854年、千村源征重（五歩）が「馬子唄の響きに波たつ清水かな」と唄ったことから名付けられた。
- 一呑の清水
和宮がこの水を飲んで大変気に入り後に取り寄せるようになったといわれる。現在は飲用ではない。
- 謡坂十本木一里塚
1973年（昭和48年）に復元された。
- 謡坂（うとうざか）の石畳
旅人が険しい坂に、自らを元気づけるため唄を唄ったことからこの名がある。
- 耳神社
耳の病気にご利益があると言われており、小さな祠が建てられている。
- 牛の鼻欠け坂
あまりの急坂に、牛でさえも鼻を道にこすりつけて傷つけてしまうほどだったという。
- 和泉式部廟所
1019年に和泉式部がこの地で没したとされ、廟が立てられている。
- 栢森一里塚跡
大正時代までは残っていた。

## 隣の宿
中山道
大湫宿 - 細久手宿 - 御嶽宿